# Ravne (Cerklje na Gorenjskem, Slovenija)
Ravne je naselje u slovenskoj Općini Cerklju na Gorenjskem. Ravne se nalazi u pokrajini Gorenjskoj i statističkoj regiji Gorenjskoj. 

## Stanovništvo
Prema popisu stanovništva iz 2002. godine naselje je imalo 30 stanovnika.